# Pauline Auzou

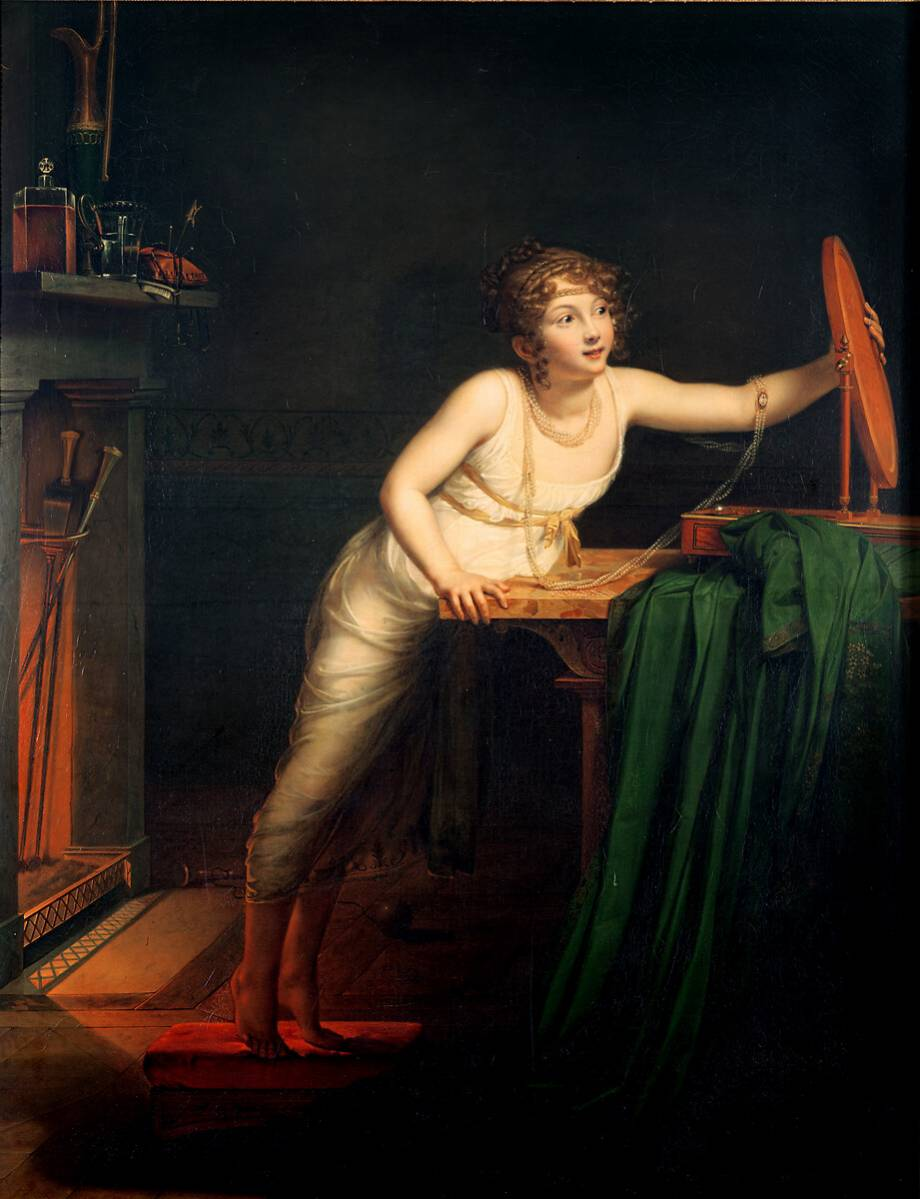
Den första känslan av koketteri, 1804

Pauline Auzou, född 24 mars 1775 i Paris, död 15 maj 1835 i samma stad, var en fransk konstnär.
Hon var Jean-Baptiste Regnaults elev.